# 幽門洞
幽門洞（ゆうもんどう、Pyloric antrum）とは、胃の幽門部の最初の部分である。幽門洞は、胃と十二指腸を分ける幽門括約筋の胃の底に近い部分にあり、胃体部とつながっている部分である。幽門洞は、消化作用の間、わずかな溝で分けられた幽門前方の括約筋の蠕動縮小により、胃の幽門の次の部分（幽門管）から残りの胃の部分と部分的にあるいは完全に遮断されることになる。